# 與恆星共存
與恆星共存（英語：Living with a Star，縮寫：LWS）是NASA在研究日-地系統中，與生活和社會有直接關係的一個科學專案。LWS創始的目的和目標是跨越NASA的創始探險，以及NASA的企業戰略。這個計畫由NASA科學任務管理局的太陽物理組管理。
LWS有三個主要的組成員建：在太空飛行平台上以科學的調查研究太陽不同的區域、行星際空間、和地球空間；應用科學程式太空環境試驗台測試各項協定和元件；和有目標的研究與技術方案。

## 太空飛行段落
首先的兩個任務已經發射：太陽動力學天文台和范艾倫探測器。SDO任務在2010年2月11日發射，而范艾倫探測器在2012年8月30日發射。RBSP相對論電子衰減氣球陣列和太空環境試驗台（SET）目前正在發展中。太陽軌道載具共同研究（SOC）和太陽探測器加值（SPP）則還在規畫階段。

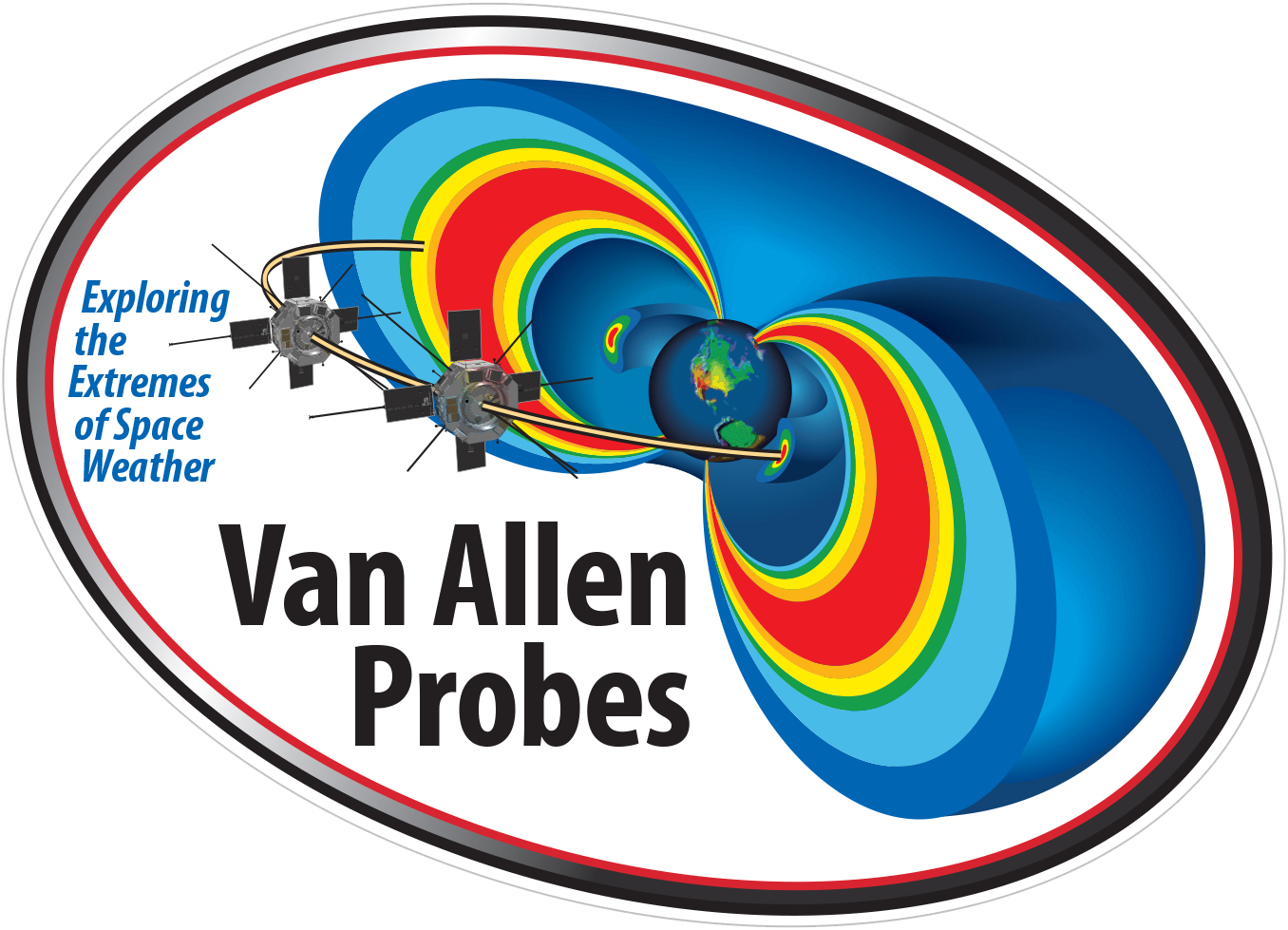
范艾倫探測器。

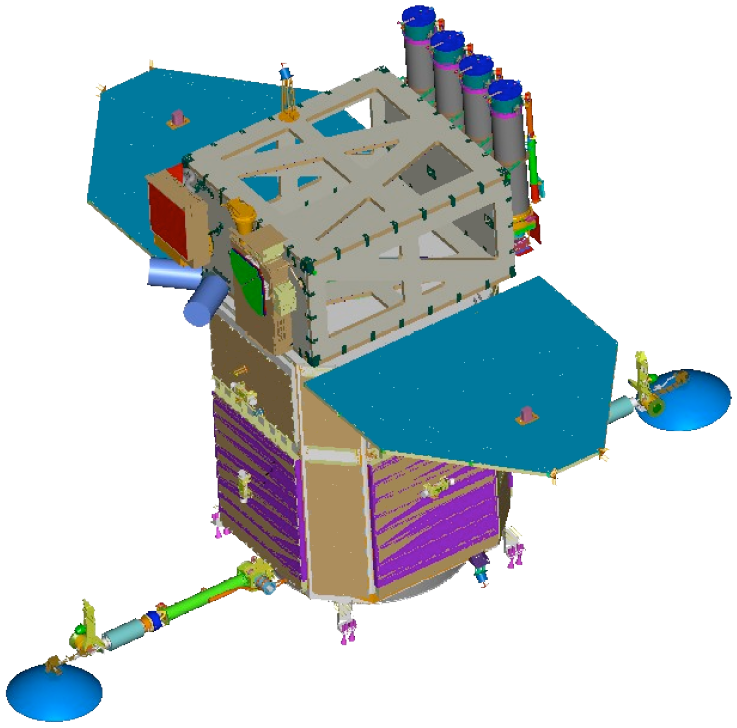
太陽動力學天文台。

科學的需要和概念性任務行已經定義出電離層-熱成層風暴探測（ITSP）和太陽哨兵。

## 太空環境試驗台
SET使用現有的資料和來自低成本的SET新資料實現以下幾點： 
定義誘導太空環境的機制和影響；
減少太空船和它們的負載對太空環境誘導和影響的不確定性
並且提供設計和操作指導與測試議定書，以便當太空船異常或故障時能經由操作的減少降低對太空環境的影響。

## 標竿研究和技術 (TR&T)
LWS專案於2001年啟動以來，針對日-地系統對生活和社會影響的原始研究目標，已經有系統的創造了許多的新機會。提供了即時的進度，朝向實現LWS的目標邁進，發展出構成這個計畫的標竿研究和技術 (TR&T)。TR&T的元素曾五度徵求建議，以獲取對整系統的理解和預測能力量化的方式。TR&T資助了獨立研究的獎助、聚焦於重點的科學專題、和挑戰與其他學科交叉的戰略能力，以面能夠跨越學科，綜合的、全系統的瞭解太陽如何變異，以及地球和其他行星如何做出回應。
這個科學主題的重點是一種新方法的協同科學，初步結果顯示很有前途。

## 任務
以下是與恆星共存這個專案目前正在進行，或將要進行的計畫：
- 太陽動力學天文台（SDO）
- 范艾倫探測器
- 太空環境試驗台
- RBSP相對論電子衰減氣球陣列
- 太陽軌道載具
- 太陽探測器加值
- 帕克太陽探測器

## 外部連結
- NASA's Heliophysics Division website （页面存档备份，存于）

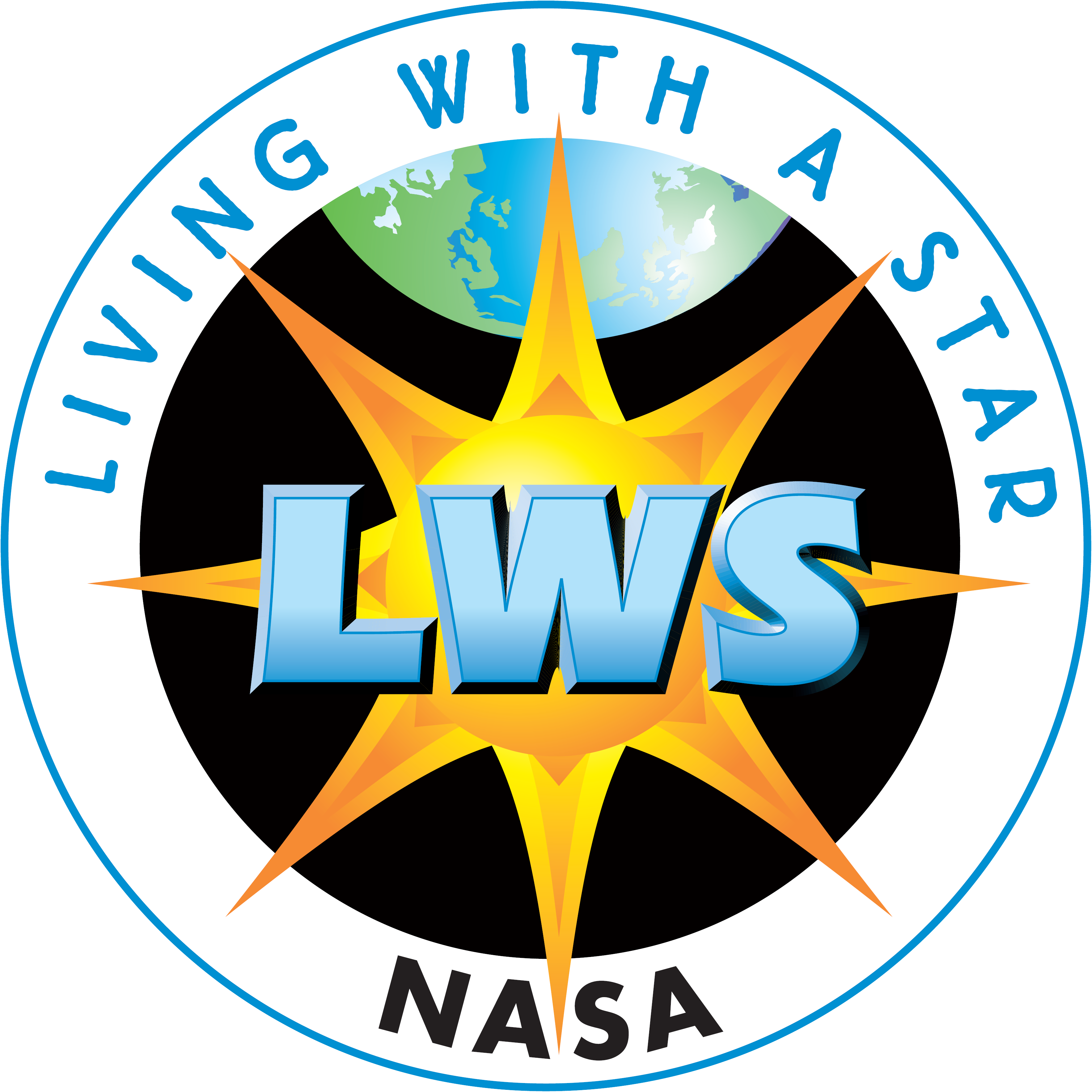
目前的徽章。

- NASA Living with a Star Program
- Living With a Star NASA Science
- International Living with a Star Website
- LWS Program website
- SDO mission website （页面存档备份，存于）
- LWS SET website （页面存档备份，存于）
- LWS TR&T website